# Макарони
Макарони (једнина макарон) врста су тестенине различитог облика, најчешће цевастог, и јела од такве тестенине. Праве се од тврде пшенице. Обично су исечени на ситне комаде, издужене или савијене, и могу се направити екструдирањем.
Име потиче од италијанске речи maccheroni, множине од maccherone.
У Северној Америци реч „макарони“ се често користи као синоним за макароне у облику лакта, јер је то сорта која се најчешће користи у рецептима за јело које се спрема од макарона и сира. У Сједињеним Америчким Државама савезни прописи дефинишу било који од 15 различитих облика сушене тестенине, попут шпагета, као „производ од макарона“. У Италији и другим земљама именица макарони може се односити на равне, цевасте, тестенине кратке дужине или на дугачка јела од тестенине, као што су maccheroni alla chitarra и frittata di maccheroni, који се припремају са дугим тестенине попут шпагета.

## Етимологија
На италијанском језику реч „макарони“ се односи на издужену тестенину, не нужно у цевастом облику. Ово опште значење се и даље задржава изван Рима и на различитим језицима који су позајмљивали реч. У бразилском португалском, естонском, грчком, иранском, руском и другим словенским језицима, арапском, турском и неким италијанско-америчким дијалектима та реч је прилагођена и представља генерички термин за све сорте тестенина.
Макарони потичу од италијанске речи maccheroni, односно множине maccherone. Врсте макарона се понекад разликују по текстури тестенине: ригатони и тортиглиони, на пример, имају гребене дужине, док се друге врсте односе препознају по облику лакта сличне макарони у северноамеричкој култури.
Међутим, производ као и име потичу од древне грчке „Макариа“. Академски консензус подржава да је реч изведена из грчке речи μακαρια (макариа), што је врста јечмене чорбе која се служила у спомен на мртве.

## Макарони ван Италије
Као што је случај са јелима од других врста тестенина, макарони и сир су популарно јело и често се праве са елбоу макаронима. Исто јело, познато једноставно као макарони сир, налази се и у Великој Британији, одакле је и настало. Слатки макарони, познати као макарони пудинг, који садрже млеко и шећер (и прилично сличан сутлијашу) такође су били популарни код Британаца током викторијанског доба. Популарну конзервирану сорту и даље производи Амбросиа и продаје се у супермаркетима у Великој Британији.
У областима са великом кинеском популацијом која је отворена за западни културни утицај, као што су Хонгконг, Макао, Малезија и Сингапур, локални Кинези су прихватили макароне као састојак за западну кухињу у кинеском стилу. У "чајним ресторанима" у Хонг Конгу и "кафетеријама" у југоисточној Азији, макарони се кувају у води, а затим испиру да би се уклонио скроб, и сервирају у бистром бујону са шунком или хреновком, грашком, црним печуркама и по жељи јајима, који подсећају на резанце за супу. Ово је чест оброк за доручак или лагани ручак. Макарони су такође укључени у малезијску кухињу, где се прже користећи азијске зачине сличне поменутом јелу са резанцима (тј. шалотка, сос од острига и паста од чилија).

## Галерија
- Малтска тимпана
- Макарони салата
- Свеже скувани макарони
- Макарони са сиром у чаши за сладолед
- Реклама за макарони из 1920